# Couëron
Couëron là một xã thuộc tỉnh Loire-Atlantique, trong vùng Pays de la Loire ở phía tây nước Pháp. Xã này nằm ở khu vực có độ cao từ 0-74 mét trên mực nước biển. Theo điều tra dân số năm 2006 của INSEE, xã có dân số 18.657 người.
Couëron là một trong 24 xã của cộng đồng đô thị Nantes.

## Liêt kết ngoàis
- Trang mạng chính thức (bằng tiếng Pháp)